# Berlin-Bangkok
Berlin-Bangkok este un roman științifico-fantastic scris de autorul canadian Jean-Pierre April. A fost publicat de editura Logiques-Fictions, din Montréal, în 1989 și o ediție revăzută la editura J’ai lu, din Paris, în 1993.
Romanul "Berlin-Bangkok" a primit în 1990 Premiul Aurora (Aurora Award).

## Povestea
Berlin-Bangkok este o agenție care organizează căsătorii după dorință. Dar totul este o capcană în care vor cădea și Axel și Yumi pentru a fi „curățați mai bine”.
Axel Rovan, un angajat al laboratoarelor Deutsche Drug, suferă de un atac de amnezie, care îi șterge din memorie trei săptămâni de viață. Convins de către anturajul său că o căsătorie programată l-ar putea vindeca, Axel ajunge la Bangkok, Babelul erotic al secolului XXI, pentru a-și găsi o soție.
Calculatoarele agenției Berlin-Bangkok o aleg pe Yumi, o prostituată thailandeză, să devină partenera acestui german instabil, care știe prea multe.
Manipulat de agenții unui consorțiu fără scrupule, închis în inima junglei thailandeze, Axel supraviețuiește prin forța visului său: să-și regăsească demnitatea, memoria și pe tulburătoarea Yumi.